# Montecchi
I Montecchi o Monticoli sono stati una delle principali famiglie ghibelline veronesi, i quali diedero un importante contributo alla storia basso medioevale della città.

## Storia
I Montecchi (già negotiatores, cioè mercanti che vendevano grandi partite di merci tra le province romane), trasferiti da Montecchio Precalcino a Verona, furono per un certo lasso di tempo la più importante casata ghibellina della città, spesso in contrasto e in lotta con altre famiglie, in particolare con quella guelfa dei conti di Sambonifacio. Le prime testimonianze della loro presenza si hanno intorno agli anni venti del XII secolo, quando Verona venne colpita dalle contese sanguinarie tra diverse fazioni: questo conflitto vedeva da una parte i Montecchi e le altre stirpi ghibelline, presenti soprattutto in città, e dall'altra i Sambonifacio che esercitavano un determinante ruolo nel territorio. Ebbero una parte significativa nel periodo della formazione del comune e sostennero in Verona la presignoria di Ezzelino III da Romano fino al 1259.
Verso la fine del 1100 soggiornò a Verona il papa Urbano III, il quale venne incoronato in città e cercò, inutilmente, di riappacificare i Montecchi ed i Sambonifacio. Nel 1206 il podestà di Verona Azzo VI d'Este cercò di neutralizzare, senza successo, entrambe le famiglie rivali: si alleò momentaneamente con i guelfi del contado veronese, cui lasciò invadere la città e distruggere i palazzi delle casate ghibelline.
L'influenza dei Montecchi diminuì nel tempo, in particolare modo dopo l'esordio politico degli Scaligeri che riuscirono, con il consenso del ceto mercantile ed artigianale, ad appropriarsi del potere ed a costituire la prima signoria italiana. I Montecchi furono costretti a lasciare Verona nel 1324, dopo un evento particolare: quell'anno Cangrande della Scala, il più importante e famoso esponente del casato, venne colpito da una grave malattia, tanto che si pensò fosse prossimo alla morte. Fu allora che il cugino Federico della Scala, con il loro aiuto, cercò di sostituirlo, ma Cangrande si riprese velocemente, e decise di bandirlo per sempre unitamente ai suoi congiunti e a chi aveva partecipato alla congiura, compresi i Montecchi. La famiglia si stabilì a Udine nel 1343.

### I Montecchi nella letteratura
I Montecchi vennero citati da Dante Alighieri nella Divina Commedia (precisamente nel canto VI del Purgatorio, versi 105-106-107) insieme ai Capuleti (o Capelletti), ma furono resi famosi soprattutto grazie alla tragedia Romeo e Giulietta di William Shakespeare.
Shakespeare adattò per il teatro - attraverso le versioni e traduzioni di autori successivi - la precedente novella scritta dal letterato vicentino Luigi da Porto (composta nel 1524 e pubblicata nel 1530 circa): in tale opera da Porto ambientava la vicenda di Giulietta e Romeo a Verona, al tempo della signoria di Bartolomeo della Scala (1301-1304). Nella trama sono già presenti elementi essenziali come la rissa, la morte di un cugino dell'amata perpetrata da Romeo, il bando dalla città di quest'ultimo e la tragica fine di entrambi. Da Porto conobbe i Montecchi a Udine e citò espressamente, nella novella, i suoi contemporanei Giovanni e Nicolò Monticoli (detti "Montecchi di Verona").

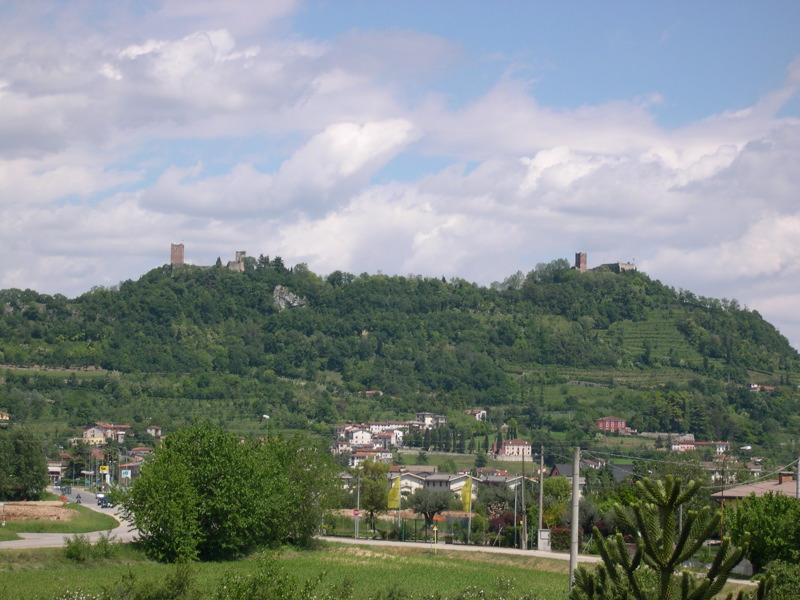
I cosiddetti castelli di Romeo e Giulietta a Montecchio Maggiore

Sebbene avesse stabilito l'ambientazione letteraria a Verona, vari indizi suggeriscono che da Porto scrisse la novella nella sua villa a Montorso Vicentino, trovando ispirazione dalla visione delle due vicine rocche scaligere di Montecchio Maggiore (oggi indicate come i castelli di Romeo e Giulietta). È verosimile (ma non documentato) che tale immagine, di due manieri quasi in contrapposizione tra loro, abbia influenzato gli avvenimenti del racconto, anche per l'accostamento tra il nome di Montecchio e quello di Montecchi attribuito proprio dal da Porto alla famiglia di Romeo.